# هوغو بلاك جونيور
هوغو بلاك جونيور (بالإنجليزية: Hugo Black, Jr.)‏ هو محامي أمريكي، ولد في 29 أبريل 1922 في برمنغهام في المملكة المتحدة، وتوفي في 22 يوليو 2013 في باينكريست في الولايات المتحدة.